# Eratém
Eratém (mezinárodně erathem) je v geologické historii Země celosvětově užívaný název geologické jednotky ve chronostratigrafii. V geochronologii jí odpovídá jednotka éra, která představuje časový interval; obvykle se jedná o časová rozpětí několika set milionů let.

## Definice
Eratém je druhou nejvyšší jednotkou v hierarchii chronostratigrafických jednotek dějin Země. V geochronologii jí odpovídá období nazvané éra. Termíny eratém a éra jsou běžné ve starší a v populární vědecké literatuře. Užívají se jako synonyma. To však není zcela správné, protože jsou významově odlišné. Termín éra je používán mnohem častěji. Hranice chronostratigrafických jednotek jsou určeny současnými stratigrafickými polohami, které jsou definovány chronostratigrafickými znaky, nikoliv absolutním věkem. Nicméně pouze tři nejmladší éry jsou chronostratigraficky definované, hranice ostatních jsou datovány absolutním věkem. To znamená, že eratémy starší než paleozoikum jsou definovány stejně jako jim odpovídající éry. Mezinárodní komise pro stratigrafii se však snaží chronostratigraficky definovat i éry před paleozoikem. Doba trvání éry se definuje podle historického kontextu. Pouze s jednou výjimkou trvají éry více než 100 milionů let. Často je to však více stovek milionů let. V proterozoiku a archaiku jsou mezinárodní komisí pro stratigrafii stanoveny v téměř pravidelných intervalech.

### Rozdělení eratému a éry
Eratém nebo éra jsou rozděleny na neurčitý počet útvarů (chronostratigraficky) nebo period (geochronologicky). Například paleozoický eratém je rozdělen do šesti útvarů, mezozoický eratém pouze do tří. hadaikum se už dále nedělí. Několik eratémů vytváří eonotém, éry vytvářejí eon.

### Rozdělení historie Země do eonotémů a eonů
V současné době je geologická historie Země rozdělena na čtyři eonotémy nebo eony a na celkem deset
eratémů nebo ér.
| eonotém / eon | eratém             |
| ------------- | ------------------ |
| fanerozoikum  | kenozoikum         |
| fanerozoikum  | mezozoikum         |
| fanerozoikum  | paleozoikum        |
| proterozoikum | neoproterozoikum   |
| proterozoikum | mesoproterozoikum  |
| proterozoikum | paleoproterozoikum |
| archaikum     | neoarchaikum       |
| archaikum     | mesoarchaikum      |
| archaikum     | paleoarchaikum     |
| archaikum     | eoarchaikum        |
| hadaikum      |                    |